# Plasticidad fenotípica adaptativa
La plasticidad fenotípica adaptativa es la variación fenotípica heredable producto de la interacción del genoma con el ambiente, permitiendo que la norma de reacción evolucione, modulando el efecto de selección natural en el fitness de los organismos. Esto puede generar picos en el paisaje adaptativo de una población dada.
La plasticidad fenotípica es la norma de reacción de un genotipo a diferentes factores ambientales que determinan su nicho (Schmalhausen 1949; Schlichting & Pigliucci 1998; Pigliucci 2001). Esto quiere decir que es la capacidad  de algunos organismos de producir fenotipos diferentes a lo largo de un gradiente ambiental en el que pueden sobrevivir. Estas variaciones pueden manifestarse en la historia de vida, en los caracteres morfológicos, en el comportamiento o en la fisiología del organismo, ya sea de forma continua o discreta de cambios reversibles o no reversibles como respuesta dentro de una misma generación o a nivel trans-generacional (Wund 2012). 
En las últimas décadas este fenómeno ecológico ha llamado la atención de los biólogos evolutivos por el posible valor adaptativo de los polimorfismos existentes en poblaciones aisladas de la misma especie como respuesta a variaciones ambientales, y sus implicaciones en los procesos evolutivos, tanto del origen de nuevas especies como la colonización de nuevos ambientes (Gianoli 2004). Los mecanismos por los cuales la flexibilidad fenotípica puede alterar la evolución se basan en la existencia de variación heredable en el componente genético de la plasticidad o en el efecto pleiotropico de dicho componente en caracteres que si son heredables (Wund 2012). De este modo el concepto biológico de plasticidad se puede dividir en la plasticidad fenotípica pasiva y en la plasticidad fenotípica adaptativa, como alternativas distintas - más no excluyentes - de la adaptación a ambientes distintos, siendo la primera el concepto de plasticidad según la síntesis moderna (Mayr & Provine 1980, citados en Gianoli 2004) y la segunda según la nueva síntesis evolutiva que incorpora aspectos extrínsecos e intrínsecos de la evolución de las especies (e.g., selección natural y desarrollo ontogenético, respectivamente)(Pigliucci 2007; West-Eberhard 2003).  

## Antecedentes
Charles Darwin hizo los primeros acercamientos hacia el concepto de plasticidad cuestionándose en qué medida las especies pueden adaptarse a grandes cambios en las  condiciones ambientales, sin embargo no llegó a la síntesis del concepto (Darwin 1881). 30 años después, Baldwin y Woltereck, entre otros, desarrollaron el concepto como adaptación a ambientes variables e iniciaron el campo de la plasticidad fenotípica en la biología (Schlichting & Pigliucci 1998). Los primeros trabajos se desarrollaron en plantas, favorecidos por la amplia distribución altitudinal y geográfica de algunas especies, permitiendo a autores como Clausen et al. (1947) aportar al entendimiento de la interacción entre el ambiente y el genotipo a partir de la observación de cambios morfológicos en distintas localidades. 
El desarrollo de la síntesis moderna de la evolución (1930-1950) detuvo los avances conceptuales y empíricos respecto al papel de la respuesta fenotípica al ambiente, ya que se consideró dicha flexibilidad evidente en algunos organismos como “ruido” al proceso de selección natural (Gainoli 2004). Esas variaciones fenotípicas se consideraron como ecotipos, producto del ajuste entre los genotipos y el ambiente, siendo selección natural el mecanismo que filtra y genera dichos cambios fenotípicos (Mayr & Provine 1980). El concepto recuperó su valor hacia los 60s por estudios en los que se consideró el valor adaptativo en la respuesta morfológica y fisiológica de los genotipos a ambientes distintos (e.g., estudios como los de Bradshaw 1965 y Levins 1968). Sin embargo, solo hasta las revisiones del estado del arte que se hicieron en los 80s por autores como Schlichting, Sultan, Bradshaw entre otros, la plasticidad fenotípica recobró su importancia en la biología evolutiva. 
De los 90s en adelante los estudios respecto a la plasticidad fenotípica y su efecto adaptativo se aumentaron exponencialmente, según Gainoli (2004), hasta el punto de haber más de 100 publicaciones anuales. Sin embargo los mecanismos que permiten establecer el valor adaptativo de la plasticidad permanecieron desconocidos hasta la formulación de la nueva síntesis evolutiva, principalmente hasta la consolidación del concepto de acomodación fenotípica en la publicación ‘Developmental Plasticity in Evolution’, libro en el cual West-Eberhard (2003) postula su hipótesis y argumentos para establecer los mecanismos intrínsecos que pueden establecer el camino evolutivo de un organismo desde una visión intermedia entre el internalismo y el externalismo evolutivo; la plasticidad fenotípica debe promover la diversificación entre poblaciones que viven en ambientes alternativos (West-Eberhard 2003).  El desarrollo de esta hipótesis aumentó la controversia en torno a este tema puesto que algunos teóricos neo-darwinianos no concuerdan; el fitness entre distintos genotipos causado por la plasticidad limitaría la posibilidad de ejercer selección y mantendría la variabilidad genética de la población reduciendo la posibilidad de generar nuevas especies (Gianoli 2004). 
A pesar de esta controversia, aún evidenciada en artículos publicados en el presente año (2012), algunas ideas pueden ser recogidas, cómo es el caso del rol del ambiente en la evolución: Influencia de qué manera las variaciones genéticas se expresan en variaciones fenotípicas y determina cual de esos fenotipos son viables mediante selección natural (Wund 2012). Esta idea, sintetizada por Pigliucci (2007) propone una nueva síntesis de la teoría evolutiva donde factores ambientales y ontogénicos explican la biodiversidad actual (Figura 1).

## Hipótesis
Para comprender el papel de la plasticidad fenotípica en procesos evolutivos es necesario responder tres preguntas principales (Wund 2012): 
- ¿La plasticidad retarda o promueve cambios evolutivos?
- ¿Son los genes los que dirigen e inician el cambio evolutivo, o es el ambiente?
- ¿Hay suficiente evidencia empírica que soporte la plasticidad fenotípica como factor direccional de la historia evolutiva?

Varias hipótesis han tratado de explicar el impacto que la plasticidad puede tener en los procesos evolutivos:
- Plasticidad fenotípica promueve la persistencia en nuevos ambientes (West-Eberhard 2003)
- Cambios en el ambiente generan variaciones genéticas crípticas mediante la plasticidad fenotípica, generando cambios en la respuesta evolutiva (Gidson & Dworkin 2004, entre otros)
- La acomodación genética y fenotípica fijará la forma, la expresión e integración fenotípica de nuevos caracteres adaptativos, después de la permanencia en un nuevo ambiente mediante plasticidad fenotípica (West-Eberhard 2003)
- En nuevos ambientes, los patrones de selección en caracteres sin plasticidad pueden cambiar por efectos pleiotrópicos de esos caracteres con otros que si muestran plasticidad (Pfennig et al. 2010)
- La plasticidad fenotípica debe promover la radiación adaptativa y restringir los tipos  de resultados adaptativos que evolucionan, teniendo en cuenta que promueve la persistencia y adaptación a nuevos ambientes (Pfennig et al. 2010)
- La plasticidad puede alternar patrones de adaptación local alterando la interacción entre selección y flujo genético (Chevin & Lande 2011, entre otros)
- Caracteres con plasticidad son más evolucionables que los caracteres sin plasticidad (Moczek et al. 2011, entre otros)

Para demostrar estas hipótesis, sintetizadas por Wund (2012), es necesario establecer en qué escala y aproximación se evidencia la plasticidad fenotípica adaptativa, ya sea a nivel de la población, de la especie o del individuo (e.g., perspectiva ecológica-evolutiva; perspectiva ecológica-filogeográfica; perspectiva eco-fisiológica; respectivamente). De este modo, la plasticidad fenotípica debe ser estudiada desde una perspectiva ecológica-evolutiva puesto que indaga en el valor de dicho fenómeno para la existencia de un individuo, de una especie o de una población.